# Nemi, Italien
Nemi är en ort och kommun i storstadsregionen Rom, innan 2015 provinsen Rom, i regionen Lazio i Italien. Kommunen hade 1 931 invånare (2018).
Den pittoreska orten Nemi vid sjön lago di Nemi hör till Castelli Romani och har fått sitt namn efter Dianas heliga lund Nemus Dianae. Vid utgrävningar på 1800- och 1900-talen har man funnit det muromgärdade templet (1 km åt nordväst) med flera byggnader omkring ett altare och en liten teater. Palazzo Ruspoli med ett runt medeltida vakttorn vid Piazza Umberto I är byggt i renässansstil. På den inre gården finns en liten samling antika marmorfragment.
Vid den norra stranden av sjön Nemi (i folkmun kallad Specchio di Diana, italienska "Dianas spegel") har man byggt Museo Nemorense med exakta kopior av de två flatbottnade kejserliga skepp, som förstördes 1944. Skeppen byggdes ursprungligen år 40 e.Kr. åt kejsar Caligula, som skulle använda dem vid sina arrangerade sjöslag på Lacus nemorensis, d.v.s. Nemisjön.